# Stuart Welch
Stuart Welch (Sídney, 15 de noviembre de 1977) es un deportista australiano que compitió en remo.
Participó en dos Juegos Olímpicos de Verano, obteniendo dos medallas, plata en Sídney 2000 y bronce en Atenas 2004, en la prueba de ocho con timonel.

## Palmarés internacional
| Juegos Olímpicos | Juegos Olímpicos   | Juegos Olímpicos  | Juegos Olímpicos |
| Año              | Lugar              | Medalla           | Prueba           |
| ---------------- | ------------------ | ----------------- | ---------------- |
| 2000             | Sídney (Australia) | Medalla de plata  | Ocho con timonel |
| 2004             | Atenas (Grecia)    | Medalla de bronce | Ocho con timonel |